# Tamási Nikolett
Tamási Nikolett (Budapest, 11 gennaio 1991) è una doppiatrice ungherese.

## Filmografia (parziale)

### Cinema
- Nausicaä della Valle del vento (1984) (Sumi Shimamoto)[1]
- Lilo & Stitch (2002)
- Monster House (2006) (Spencer Locke)
- Uno zoo in fuga (2006)
- Barbie e le 12 principesse danzanti (2006) (Britt McKillip)
- Bleach: Memories of Nobody (2006) (Szaitó Csiva)
- Harry Potter e l'Ordine della Fenice (2007) (Katie Leung)
- A Christmas Carol (2009) (Molly C. Quinn)
- The Fighters - Addestramento di vita (2014) (Adèle Haenel)

### Televisione
- Siamo fatti così (1987-1988)[2] (Marie-Laure Beneston)
- Grandi uomini per grandi idee (1994)[2] (Marie-Laure Beneston)
- Shaman King (2001-2002) (Michiko Neya)
- Angelina Ballerina: The Next Steps (2002-2006) (Hilary Duff)
- Gli avventurieri del tempo (2003) (Dejare Barfield)
- Fragolina Dolcecuore (2003-2008) (Dejare Barfield)
- Il conte di Montecristo (2004-2005) (Akiko Yajima)
- Super Robot Monkey Team Hyperforce Go! (2004-2006)
- Vampire Knight (2004-2013) (Junko Minagawa)
- Trinity Blood (2004-2018) (Tamura Jukari)
- W.I.T.C.H. (2004-2006) (Christel Khail)
- Ben 10 (2005-2008) (Meagan Smith)
- Blood+ (2005-2006) (Szuzuki Risza)
- Kilari (2006-2009) (Marie-Laure Beneston)
- Heroes (2006-2010) (Dana Davis)
- I maghi di Waverly (2007-2012) (Jennifer Stone)
- Soul Eater (2008-2009) (Takahira Narumi)
- Anubis (2011-2013) (Tasie Dhanraj)
- The Sparticle Mystery (2011-2015) (Megan Jones)
- Sofia la principessa (2012-2018) (Ashley Eckstein)
- Watashi ga motenai no wa dō kangaetemo omaera ga warui! (2013) (Izumi Kitta)
- Sabrina vita da strega (2013-2014) (Tabitha St. Germain)
- Yo-kai Watch (2014-2018) (Endó Aja)
- Alex & Co. (2015-2017) (Miriam Dossena)
- Descendants: Wicked World (2015-2017) (China Anne McClain nell'episodio 1 e Lauryn McClain nell'episodio 2)
- The Zhu Zhu Pets (2016-in corso) (Jenna Warren)
- Soy Luna (2016-2019) (Thelma Fradin)

### Videogiochi
- League of Legends (2009) (Sarah Williams)